# Gezinshereniging
Gezinshereniging is een begrip uit het recht waarbij gezinsleden die door omstandigheden territoriaal van elkaar gescheiden zijn, weer worden samengebracht. In het vreemdelingenrecht is sprake van gezinshereniging als gezinsleden naar een land trekken waar een familielid al legaal verblijft, teneinde de eenheid van het gezin te behouden, ongeacht waar de gezinsband tot stand is gekomen. Als de gezinsband pas in het land van hereniging voor het eerst tot stand komt is er sprake van gezinsvorming. De regels met betrekking tot gezinshereniging verschillend per land. Binnen Europa wordt gezinshereniging nader genormeerd door het Europees Verdrag voor de Rechten van de Mens en door regelgeving van de Europese Unie. 
In Nederland ging het in 2023 om ruim 10.000 aanvragen, zo'n 20 procent van het totale aantal asielaanvragen dat jaar.

## Europese regelgeving
In Europa vloeit het recht op gezinshereniging onder andere voort uit het Europees Verdrag voor de Rechten van de Mens (EVRM). In artikel 8 EVRM wordt eenieders recht op respect voor privé-, familie- en gezinsleven gewaarborgd. In zijn jurisprudentie heeft het Europees Hof voor de Rechten van de Mens (EHRM) artikel 8 zo uitgelegd dat staten, bij hun beslissing om een vreemdeling al dan niet toe te laten of uit te zetten, rekening moeten houden met het gezinsleven van die migrant. De reikwijdte van de verplichting verschilt per zaak, maar het EHRM doorloopt een vast aantal stappen. Allereerst onderzoekt het hof of er sprake is van gezins- of privéleven in het gastland. Gezinsleven bestaat tussen echtgenoten en tussen ouders en hun kinderen. Tussen ongehuwde partners kan ook gezinsleven bestaan. Is er geen sprake van gezinsleven, dan kan er sprake zijn van privéleven. Daarbij wordt gekeken naar alle banden die een vreemdeling heeft met het gastland. Als gezins- of privéleven is vastgesteld, moet het hof een belangenafweging maken tussen het recht van de vreemdeling op gezins- of privéleven en het belang van de staat om de vreemdeling niet toe te laten of uit te zetten. Vaste factoren waarmee het EHRM rekening houdt zijn de duur van het verblijf van de vreemdeling, de banden met het gastland en de banden met het land van herkomst die de vreemdeling heeft. Daarnaast wordt rekening gehouden met eventuele kinderen en de mogelijkheid om het gezins- of privéleven in een ander land voort te zetten. Als de vreemdeling een misdrijf heeft gepleegd dan kijkt het hof naar de ernst van het misdrijf. Naar aanleiding van de belangenafweging beslist het EHRM of er sprake is van een schending van het recht op gezins- of privéleven van de vreemdeling.

### Europese Unie
Binnen de Europese Unie is de gezinsherenigingsrichtlijn tot stand gekomen. Het doel van de richtlijnen is 'de voorwaarden te bepalen voor de uitoefening van het recht op gezinshereniging door onderdanen van derde landen die wettig op het grondgebied van lidstaten verblijven.' De richtlijn hanteert de term gezinshereniging zowel voor gezinshereniging als ook gezinsvorming. De reikwijdte is wel beperkt tot gezinshereniging van derdelanders binnen de unie. Een derdelander is een vreemdeling uit een land buiten de Europese Unie. Gezinshereniging tussen een onderdaan van de unie en een derdelander valt derhalve niet onder het bereik van de richtlijn.
De richtlijn stelt voor hen minimumnormen voor gezinshereniging vast. Als aan de voorwaarden is voldaan bestaat er in beginsel een recht op gezinshereniging tussen echtgenoten en tussen ouders en hun kinderen. De richtlijn geeft lidstaten de mogelijkheid om gezinshereniging af te wijzen vanwege de openbare orde, openbare veiligheid of volksgezondheid. Daarnaast mogen lidstaten voorwaarden stellen met betrekking tot de huisvesting, ziektekostenverzekering, inkomsten en integratievoorwaarden. Ook mogen lidstaten eisen dat de gezinshereniger voor een bepaalde periode legaal verblijft binnen op hun grondgebied. Voor vluchtelingen gelden enkele afwijkende regels. Artikel 17 bevat een hardheidsclausule. Het Hof van Justitie heeft daarover bepaald dat lidstaten in iedere zaak een individuele belangenafweging moeten maken en daarbij moeten kijken of de toepassing van de voorwaarden wel proportioneel is. Daarnaast heeft het hof beslist dat ook internationale normen, zoals artikel 8 EVRM, en het in de richtlijn genoemde belang van het kind, van belang zijn bij gezinshereniging.

## België
Gezinshereniging is al jaren het belangrijkste kanaal voor migratie naar België, maar de Regering-De Wever maakt het in 2025 voor nieuwkomers moeilijker om gezinsleden te laten overkomen. Een belangrijke verandering is de stijging van het minimuminkomen dat nodig is om in aanmerking te komen voor gezinshereniging.

## Nederland
In het Vreemdelingenbesluit 2000 (artikel 3.74 lid 1 onder a) is als voorwaarde voor het toestaan van gezinshereniging vastgelegd, dat de in Nederland verblijvende echtgenoot een salaris moet hebben van ten minste 100% van het minimumloon. Voor de niet-Nederlandse echtgenoot is een inburgeringsexamen vereist op de Nederlandse ambassade in het land van herkomst en is tevens een goede beheersing van de Nederlandse taal verplicht.

### Gezinshereniging asielvergunninghouders
Voor vluchtelingen/asielzoekers geldt een ander regime (brief staatssecretaris van Veiligheid en Justitie, Fred Teeven van 2 april 2013 aan de Eerste Kamer):
Het huidige nareisbeleid is een bijzondere vorm van gezinshereniging met als doel de asielvergunninghouder in Nederland te herenigen met zijn gezin, zoals dat bestond voor zijn vlucht uit het land van herkomst. De aanvraag hiertoe moet binnen drie maanden na vergunningverlening worden ingediend. De reguliere eisen zijn niet van toepassing: het middelenvereiste wordt niet gesteld, er worden geen leges geheven, een inburgeringsexamen in het buitenland is niet verplicht gesteld en er geldt geen mvv-plicht (hoewel een mvv in de praktijk vaak wordt aangevraagd om legale inreis mogelijk te maken). De nareiziger krijgt een afgeleide asielvergunning. Deze gunstige regeling is bedoeld om een gezin dat tijdelijk is ontwricht door de vlucht van een of meer gezinsleden, in staat te stellen de gezinsband zo snel mogelijk te herstellen. Indien niet binnen die drie maanden een aanvraag door of ten behoeve van gezinsleden wordt ingediend, of wanneer niet aan overige voorwaarden van een afgeleide asielvergunning wordt voldaan (artikel 29, lid 1, onder e en f Vreemdelingenwet 2000), is onder het huidige recht het reguliere beleid inzake gezinshereniging van toepassing.

### Gezinshereniging door nareis bij asiel
Wanneer een asielzoeker een positieve beschikking van de IND heeft dat hij/zij een verblijfsvergunning asiel voor bepaalde tijd (voor vijf jaren) heeft in Nederland, kan hij/zij binnen drie maanden na de datum van de positieve beslissing om hereniging van zijn/haar in het herkomstland achtergebleven gezinsleden vragen. Dit wordt door de IND nareis genoemd en de periode heet de nareistermijn. Een statushouder kan de (huwelijks)partner laten overkomen, als er kinderen en/of pleegkinderen zijn, komen die ook in aanmerking. Is een statushouder alleenstaand en jonger dan 18 jaar, dan kunnen ook de ouders nareizen. Er moeten verschillende zaken aangetoond worden als identiteit en gezinsband. In 2022 kwamen er 10.915 nareizigers naar Nederland, van hen kwamen ruim 8100 mensen uit oorlogslanden, verreweg de meesten uit Syrië (7220).
Het voordeel van de nareisprocedure voor de asielzoeker is dat er geen leges hoeven te worden betaald aan de IND en een inburgeringsexamen in het buitenland ook niet verplicht is. Verder geldt er voor de aanvrager (referent) ook geen inkomenseis.
Wanneer de nareistermijn gemist wordt, zal de reguliere gezinsherenigingsprocedure gevolgd moeten worden.

### Procedure
Allereerst wordt binnen drie maanden het aanvraagformulier nareis asiel opgestuurd aan de IND. Hierbij wordt per gezinslid dat men naar Nederland wil halen, zo'n formulier ingevuld. Als er minderjarige kinderen bij zijn, dan moet de aanvrager ook een toestemmingsverklaring DNA-onderzoek invullen en ondertekenen. Na ontvangst van één of meer aanvraagformulieren (afhankelijk van de gezinsgrootte), verstuurt de IND meestal een ontvangstbevestiging en kort erna een verzuimbrief waarin staat welke ontbrekende gegevens nog aangevuld dienen te worden binnen een termijn van 14 dagen. Ook moeten dan de originele documenten van de familieleden, zoals geboorteaktes, huwelijksakte, identiteitspapieren met vertaling in een West-Europese taal (meestal Nederlands) aangetekend aan Bureau Documenten van de IND worden verzonden.
Als deze documenten goedgekeurd worden, in de zin dat vrijwel zeker is dat ze authentiek zijn, dan volgt er veelal een positieve beslissing van de IND wat inhoudt dat de gezinsleden hun MVV op de dichtstbijzijnde Nederlandse ambassade kunnen ophalen binnen drie maanden en daarna binnen drie maanden naar Nederland mogen reizen om herenigd te worden met hun familielid.
Indien de documenten ontbreken of als de IND twijfelt over de echtheid ervan, kan er een DNA-onderzoek plaatsvinden. Dit doet de IND alleen wanneer er voldoende aannemelijk is gemaakt dat er sprake is van biologische kinderen. Bij het DNA onderzoek wordt eerst van de gezinsleden in het buitenland (de vreemdelingen) DNA-materiaal afgenomen op de dichtstbijzijnde Nederlandse ambassade en daarna van de referent (aanvrager) zelf in Nederland, te Utrecht. Zodra er een match is en daarmee dus vastgesteld is dat zij bloedverwanten zijn, dan zal er een positieve beslissing van de IND volgen wat inhoudt dat de gezinsleden naar Nederland mogen komen om herenigd te worden met hun familielid.

### Meerderjarige kinderen
Voorheen werd een nareisaanvraag voor een meerderjarig kind zelden ingewilligd, behalve wanneer er sprake was van 'more than normal emotional ties' (MTNET): een meerderjarige die meer dan normaal emotionele afhankelijk is van zijn/haar ouder(s). Dit werd vrijwel nooit aangenomen door de IND maar alleen in geval van bijvoorbeeld curatele, beschermingsbewind of mentorschap.
Inmiddels is via de jurisprudentie bepaald dat een meerderjarig kind zonder 'meer dan normale emotionele afhankelijkheid' van zijn/haar ouder(s) kan nareizen, wanneer hij/zij nog minderjarig was ten tijde van het vertrek van zijn/haar ouder(s) uit het land van herkomst.
Daarna is in de brief van de staatssecretaris van 21 mei 2015 bepaald dat het voor de inwilliging van een aanvraag tot nareis niet meer uitmaakt of een kind meerderjarig of minderjarig was ten tijde van het vertrek van de ouder(s) (de referent) uit het land van herkomst.

### Na aankomst in Nederland
Na aankomst in Nederland moeten de vreemdelingen volgens de nareis asielprocedure binnen enkele dagen telefonisch een afspraak maken met het aanmeldcentrum in Ter Apel. Ze dienen zich daar te melden om vervolgens enkele nachten te verblijven in Veenhuizen. Daar ondergaan ze een tuberculosetest en wordt de dag erop de verblijfsvergunning uitgereikt. Afhankelijk van de grootte van de woning van de aanvrager en de grootte van het gezin, kunnen ze zich daarna op diens adres laten inschrijven of tijdelijk verblijven in een asielzoekerscentrum (AZC) in afwachting van plaatsing in een grotere woning.
Meestal krijgen gezinsleden die na gezinshereniging in Nederland mogen verblijven een van de aanvrager afhankelijke verblijfsvergunning op grond van art. 29 lid 2 Vreemdelingenwet 2000 (Vw 2000), maar soms kiezen de gezinsleden er na aankomst in Nederland ook voor om een aanvraag voor een zelfstandige verblijfsvergunning asiel in te dienen.
Het voordeel hiervan is, dat na een echtscheiding, de herenigde huwelijkspartner het land moet verlaten en bij een zelfstandige verblijfsvergunning niet. Ditzelfde probleem doet zich ook voor als de aanvrager met een B-status op grond van art. 29 lid 1 sub b Vw. 2000 het land moet verlaten omdat zijn/haar land van herkomst veilig is geworden. Om te voorkomen dat in zo'n geval ook de gezinsleden terug moeten naar land van herkomst, dienen zij een zelfstandig asielverzoek in bij de IND in Ter Apel.

### 'Nareis op nareis'
In de politiek kwam in de jaren 2020 de term 'nareis op nareis' in zwang om het verschijnsel aan te duiden dat er asielzoekers zijn die komen in het kader van gezinshereniging en dan vervolgens zelf weer familieleden laten overkomen. Tijdens de regeerperiode van het kabinet-Rutte IV werd de situatie door minister van Justitie en Veiligheid Yeşilgöz op basis van signalen uit de uitvoerende diensten zo voorgesteld, dat het om duizenden gevallen per jaar zou gaan en er geen einde aan zou komen. Dit was mede aanleiding voor de regering een pakket maatregelen voor te stellen om de asielinstroom te beperken. Na maandenlange onderhandelingen over dit pakket voerde de VVD de druk hoog op. Het meningsverschil tussen de VVD en met name coalitiepartner ChristenUnie over een beperking van gezinshereniging voor oorlogsvluchtelingen bleek onoverbrugbaar, waarop dit kabinet in juli 2023 viel. In februari 2024 maakte de Immigratie- en Naturalisatiedienst (IND) cijfers bekend waaruit bleek dat in Nederland maar weinig sprake is van 'gestapelde gezinshereniging'. In 2022 ging het om 100 asielaanvragen, in het eerste half jaar van 2023 waren het er 110. In 2022 werden slechts twintig van die aanvragen ingewilligd, in het eerste half jaar van 2023 'minder dan tien'.